# رودریگو خوزه کاربونی
رودریگو خوزه کاربونی (به پرتغالی: Rodrigo José Carbone) مهاجم اهل برزیل است که در شهر برزیل و در تاریخ ۱۷ مارس ۱۹۷۴ به دنیا آمده‌است.
رودریگو خوزه کاربونی در تیم‌های فوتبال باشگاه فوتبال کاشیما آنتلرز سابقهٔ حضور دارد.